# Crociate del Nord
Con crociate del Nord o crociate baltiche si indica una serie di campagne militari volte a colonizzare e cristianizzare le popolazioni pagane dei balti, i finnici e gli slavi occidentali presenti lungo la costa settentrionale e orientale del Mar Baltico. In misura minore, gli scontri furono diretti anche contro gli slavi orientali fedeli alla Chiesa ortodossa.
Le campagne principali compiute prendono il nome di crociata prussiana, crociata livoniana e crociata lituana. Pur essendo alcune di queste guerre state definite crociate già durante il Medioevo, altre, compresa la maggior parte di quelle svedesi, furono per la prima volta annoverate nella categoria dagli storici del nazionalismo romantico nel XIX secolo.

## Contesto storico
Gli attuali Paesi baltici erano stati abitati fin dalla preistoria da varie tribù distribuite uniformemente su un territorio abbastanza vasto. Le divergenze tra le differenti comunità di lituani, lettoni e pruzzi non erano così nette, tanto che esistevano affinità sia in ambito linguistico sia in termini religiosi. L'isolamento geografico degli autoctoni ridusse al minimo i contatti con il resto del continente per diverso tempo, fino a quando scandinavi e slavi si spinsero nella regione nell'Alto Medioevo interessandosi alle risorse minerarie presenti e all'allargamento dei commerci. È probabile che i balti videro arrivare commercianti tedeschi nelle loro terre nel XII secolo. Inoltre i territori interessati dalle crociate del nord avevano già conosciuto attacchi da parte delle dinastie imperiali: carolingi, ottoniani e salii avevano infatti soggiogato danesi e slavi. Consapevoli delle potenzialità offerte dalle remote e poco esplorate terre baltiche, alla fine del X secolo i tedeschi diedero il via alla cosiddetta «spinta verso est (Drang nach Osten), importante movimento di migrazione che uni[va] colonizzazione agricola, germanizzazione e cristianizzazione». All'inizio delle crociate settentrionali i monarchi cristiani in tutto il nord Europa ordinarono incursioni nei territori che comprendono le odierne Estonia, Finlandia, Lettonia, Lituania, Polonia e Russia. Nonostante alcuni casi di conversione pacifica, quando gli autoctoni reagirono con violenza alle volontà dei membri del clero la Chiesa decise di agire militarmente. A prescindere se pagani o cristiani ortodossi orientali, le popolazioni indigene subirono battesimi forzati e le devastazioni dell'occupazione militare.
     Norvegia
     Svezia
     Danimarca
     Conquiste della Danimarca nel 1219
     Livonia prima del 1343

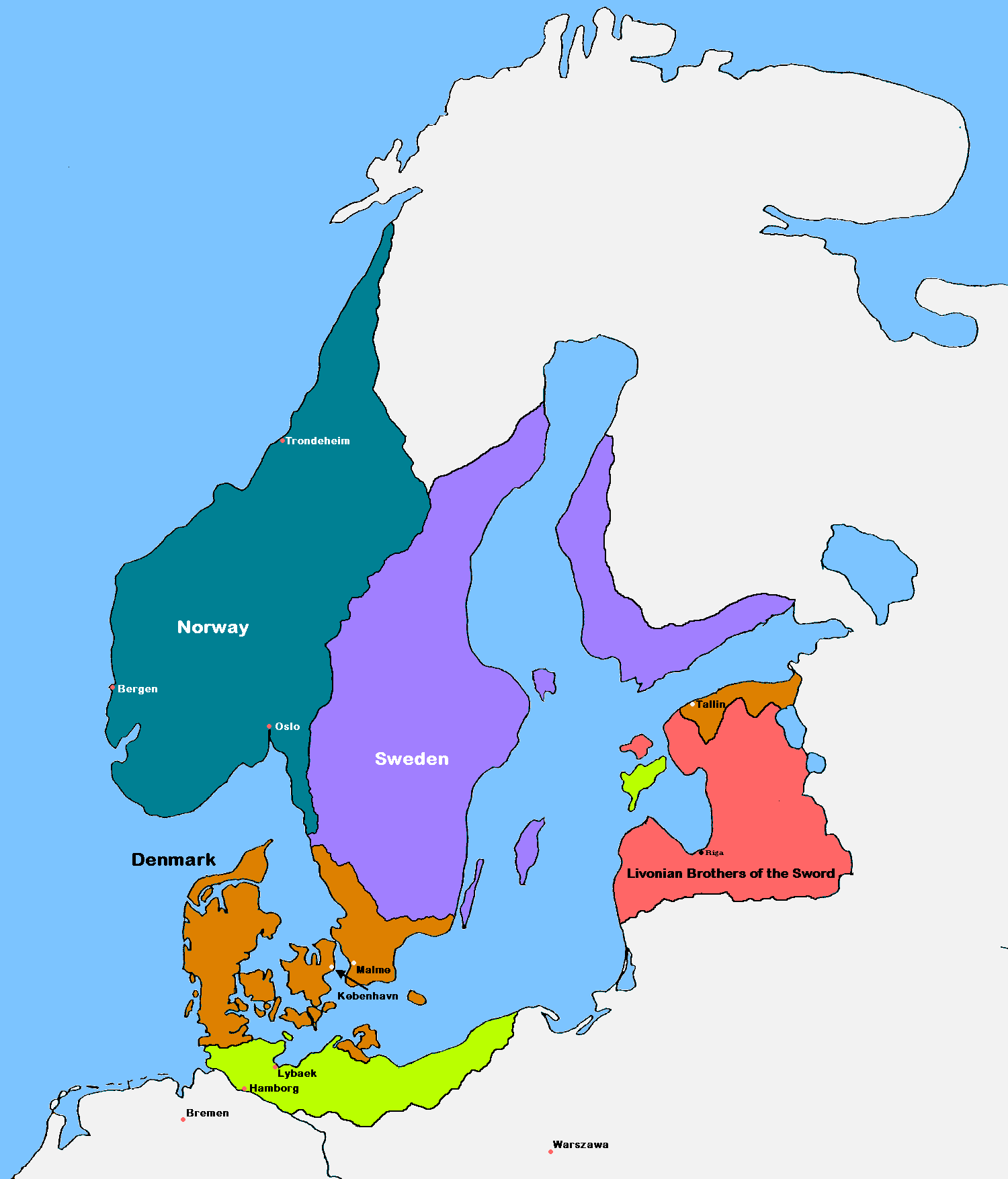
Le crociate del Nord tra il XIII e l'inizio del XIV secolo:
Norvegia
Svezia
Danimarca
Conquiste della Danimarca nel 1219
Livonia prima del 1343

Il punto di partenza ufficiale per le crociate del Nord, le quali si basavano su motivazioni plurime (economiche, sociali e politiche), fu la chiamata di papa Celestino III nel 1195. A dire il vero, l'appoggio alla soluzione militare non solo contro gli Estoni, ma anche contro "altri pagani presenti in quelle parti" si registrava già in una bolla di papa Alessandro III intitolata Non parum animus noster del 1171 o 1172. Ciò che appare certo è che i principi occidentali (specie le vicine Svezia, Danimarca e Polonia) e i prelati desiderosi di espandere i loro domini avevano già cominciato a muoversi con qualche tempo in anticipo. Le comunità non cristiane che furono oggetto delle campagne in varie date comprendevano:
- Polabi, sorbi e obodriti tra i fiumi Elba e Oder (dai sassoni, danesi e polacchi, a partire dalla crociata dei Venedi nel 1147);[14]
- Finlandesi, nel 1150, con la prima crociata svedese; dani nel 1191 e 1202; häme, nel 1249, con la seconda crociata svedese; careliani, nel 1293, con la terza crociata dagli svedesi; La cristianizzazione in queste aree era iniziata prima.
- Livoni, letgalli, selonici ed estoni (su iniziativa di principi tedeschi e danesi, 1193-1227).
- Semigalli e curi (1219-1290).
- Pruzzi.
- Lituani e samogiti (su iniziativa dell'ordine di Livonia e dell'ordine teutonico, conclusa senza successo e durata dal 1283 al 1410).[15]

Fra il 1100 e il 1124 il duca sassone Lotario compì diverse sortite presso l'odierno confine tra la Danimarca e la Germania, ma solo a partire dal 1140 si ebbero le prime conquiste territoriali in Wagria, dal cui territorio vennero cacciati i precedenti occupanti. Enrico di Badewide e Adolfo II di Schaumburg conquistarono poi diverse fortificazioni e le città di Lubecca e Ratzeburg; a Oldenburg e poi a Lubecca nasceranno i primi arcivescovati. Le battaglie precedenti erano state in gran parte causate da tentativi di distruggere castelli e rotte commerciali marittime per ottenere un vantaggio economico nella regione, e la crociata fondamentalmente continuò questo modello di conflitto, sebbene in epoca basso-medievale ispirate e ordinate dalla Santa Sede e intraprese da ordini religiosi cavallereschi e nobili di varie realtà europee.

## Crociata dei Venedi

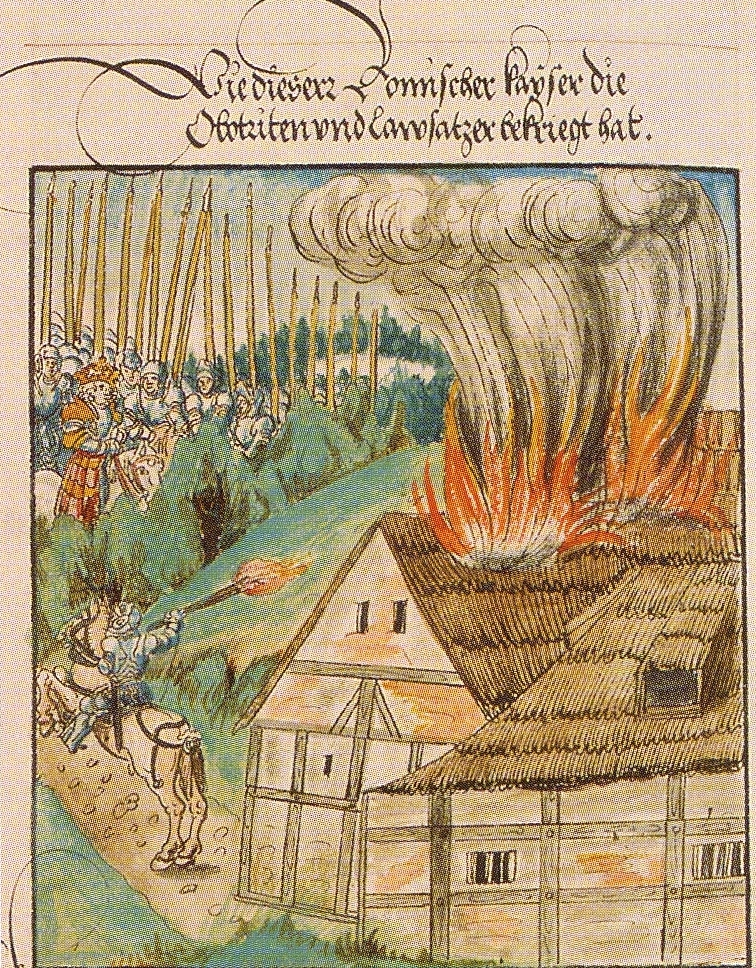
Devastazione delle terre slave nel 995 nella campagna di guerra di Ottone III contro obodriti e liutici. Cronaca dei sassoni, 1530 circa

Dopo le avvisaglie del X e XI secolo le prime vere campagne cristiane iniziarono con la crociata dei Venedi del 1147, quando il papa Eugenio III emanò la bolla Divina dispensatione contro i polabi (o "venedi"), una popolazione di etnia slava di quella che oggi è la Germania settentrionale e orientale. La crociata avvenne in parallelo con la seconda crociata avvenuta in Terra santa, continuando in maniera più o meno irregolare fino al XVI secolo. Tuttavia, non otterrà però risultati sostanziali dal punto di vista del clero. Se nelle intenzioni di Bernardo di Chiaravalle i pagani slavi si sarebbero dovuti combattere «fino al momento in cui, con l'aiuto di Dio, essi devono essere o convertiti o cancellati», in realtà non si ottennero che poche conversioni - comprese quelle del principe obodrita Niklot e dei suoi soldati - che secondo il cronista sassone Helmold furono anche fasulle e la distruzione di qualche tempio pagano. I sassoni invece consolidarono le loro posizioni in Wagria e Polabia, oltre a costringere Niklot a diventare loro alleato e tributario. I danesi, pur partecipando dal primo momento, furono presto costretti a tornare in patria per proseguire la guerra civile fra i due pretendenti al trono Canuto V e Sweyn III senza aver conseguito risultati rilevanti.

## Crociate svedesi
Le crociate svedesi furono campagne della Svezia indirizzate contro i finlandesi, i tavastiani e i careliani durante il periodo intercorso tra il 1150 e il 1293.

## Crociate danesi
I danesi compirono almeno tre crociate in Finlandia. La prima menzione risale al 1187, quando il crociato Esbern Snare menzionò nel suo discorso della festa di Natale una grande vittoria dei finlandesi. Le due successive crociate ebbero luogo nel 1191 e nel 1202: quest'ultima fu guidata dal vescovo di Lund, Anders Sunesen, alla presenza di suo fratello.

## Crociata in Livonia

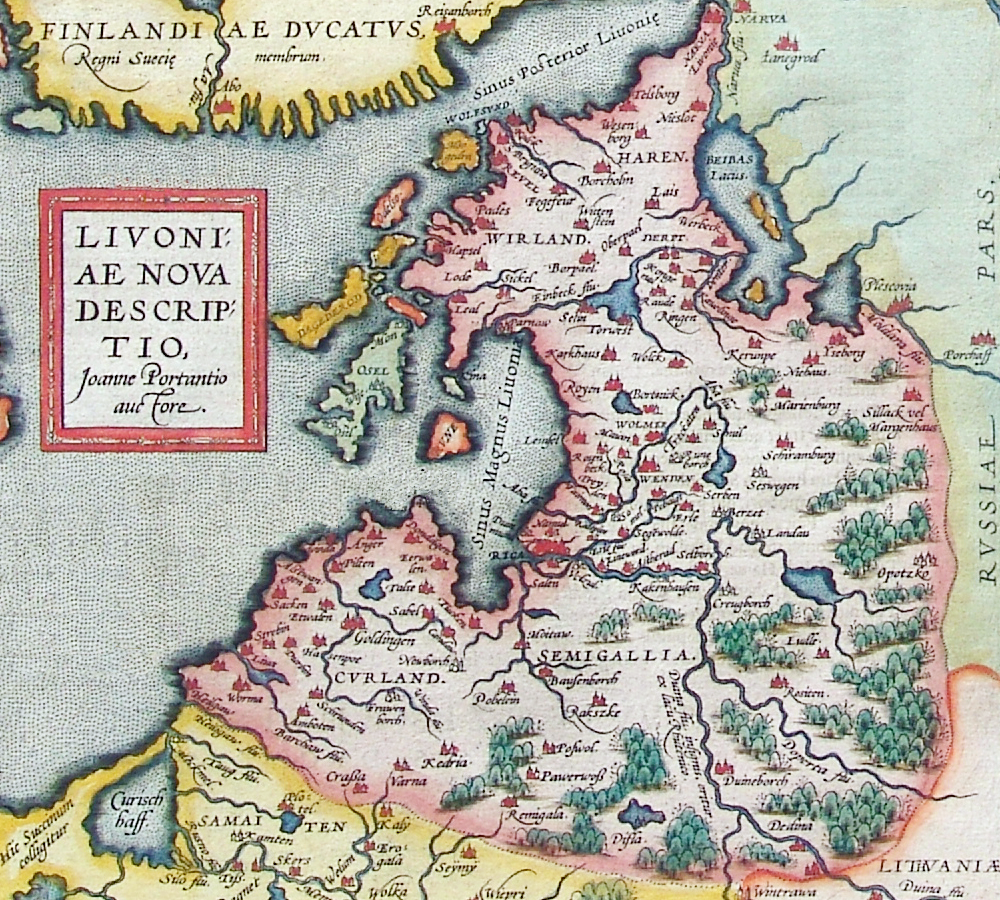
"La Mappa dei Cavalieri": Livoniae Nova Descriptio, XV secolo

Nel XII secolo i popoli negli odierni Paesi baltici finirono per originare una sorta di terra cuscinetto tra la Chiesa ortodossa a est e la Chiesa cattolica a ovest. Le divergenze religiose figuravano tra i motivi per cui non erano ancora stati convertiti in modo efficace. Durante un periodo di oltre centocinquant'anni che precedette l'arrivo dei crociati tedeschi nella regione l'Estonia fu attaccata tredici volte dai principati russi, nonché dalla Danimarca e dalla Svezia. Gli estoni, da parte loro, eseguirono spesso incursioni in Danimarca e Svezia. Ci furono tentativi pacifici da parte di alcuni cattolici di convertire gli estoni, a partire dalle missioni inviate da Adalberto, arcivescovo di Brema nel 1045-1072. Tuttavia, l'opera missionaria pare sortì un effetto limitato e contenuto dal punto di vista numerico.

### Campagna contro i livoni (1198-1212)
Sulla scia dei mercanti tedeschi che seguivano le antiche rotte commerciali dei vichinghi, un monaco di nome Meinardo sbarcò alla foce del fiume Daugava, nell'odierna Lettonia, nel 1180, venendo nominato vescovo nel 1186. Il papa Celestino III proclamò una crociata contro i pagani baltici nel 1195, reiterata poi dal suo successore Innocenzo III: una spedizione crociata guidata dal successore di Meinardo, il vescovo Bertoldo di Hannover, sbarcò in Livonia (la parte dell'attuale Lettonia che circonda il golfo di Riga) nel 1198. Sebbene i crociati vincessero la loro prima battaglia, il vescovo Bertoldo fu ferito a morte e il suo seguito respinto.
Nel 1199 Alberto di Buxhoeveden ricevette la nomina dall'arcivescovo Arduico II di Brema per cristianizzare i paesi baltici. Quando Alberto morì, trent'anni dopo, la conquista e la cristianizzazione formale dell'attuale Estonia e della Lettonia settentrionale potevano dirsi completate. Alberto iniziò il suo compito girovagando per il Sacro Romano Impero predicando una crociata nelle terre baltiche, venendo assistito in tale difficile compito da una bolla pontificia ai sensi della quale i combattimenti in Europa orientale venivano considerati alla stessa stregua delle crociate contro la Terra santa. Sebbene sbarcasse alla foce del Daugava nel 1200 con solo 23 navi e 500 soldati, gli sforzi del vescovo assicurarono il futuro e costante approdo di reclute. I primi crociati di solito arrivavano a combattere durante la primavera e tornavano alle loro case in autunno. Per garantire una presenza militare permanente, vide la luce l'ordine religioso dei cavalieri portaspada nel 1202. La fondazione da parte del vescovo Alberto del mercato di Riga nel 1201 attirò cittadini dal Sacro Romano Impero avviando un periodo di prosperità economica. Su richiesta del chierico tedesco, papa Innocenzo III dedicò i territori baltici cristianizzati alla Vergine Maria, allo scopo di incoraggiare nuove reclute a recarsi nell'Europa orientale (Terra Mariana).

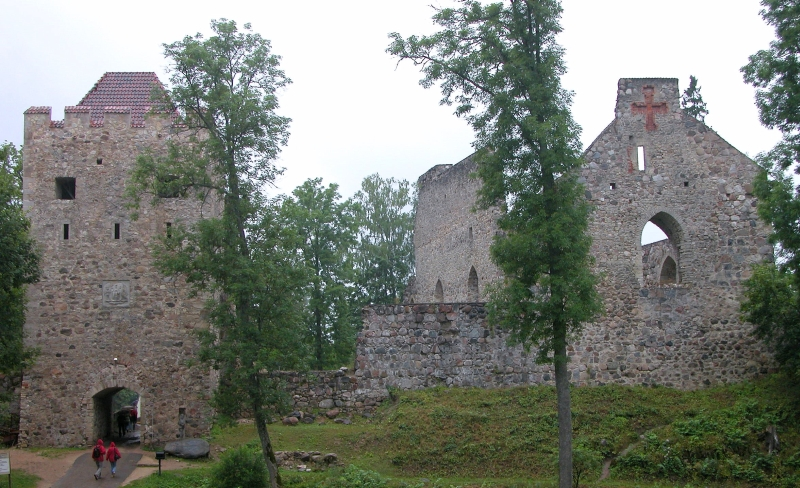
Rovine del castello di Sigulda

Nel 1206 i crociati sottomisero la roccaforte di Livonia a Turaida, sulla riva destra del fiume Gauja, l'antica via commerciale verso la Rus' di Kiev nordoccidentale. Per ottenere il controllo sulla riva sinistra del Gauja, si costruì il castello di pietra a Sigulda entro il 1210. Prima del 1211, la provincia di Metsepole (oggi distretto di Limbaži) e altre aree della Livonia accettarono la conversione alla religione cattolica. L'ultima battaglia contro i livoni avvenne durante l'assedio del forte di Satezele vicino a Sigulda nel 1212. I livoni che avevano reso omaggio al principato slavo orientale di Polack considerarono in una prima fase i tedeschi come utili alleati: anche per questo, alcuni aderirono alla conversione. Il primo livone di spessore a essere battezzato fu il loro quasi sovrano, Caupo di Turaida. Quando la morsa tedesca si fece più stretta, i livoni si ribellarono ai crociati e al loro leader battezzato, ma furono sconfitti. Caupo rimase un alleato dei crociati fino alla sua morte, recandosi perfino a Roma e incontrando di persona il papa.
I crociati tedeschi arruolarono guerrieri livoniani appena battezzati per partecipare alle loro campagne contro letgalli e selonici (1208-1209), estoni (1208-1227) e contro semigalli, samogiti e curi (1219-1290).

### Campagna contro letgalli e selonici (1208-1224)
Dopo la sottomissione dei livoni i crociati rivolsero la loro attenzione ai principati letgalli a est, lungo i fiumi Gauja e Daugava. L'alleanza militare nel 1208 e la successiva conversione dall'ortodossia al cattolicesimo del Principato di Tālava fu l'unica sottomissione pacifica delle tribù baltiche durante le crociate del Nord. Il sovrano di Tālava, Tālivaldis (Talibaldus de Tolowa), divenne il più fedele alleato dei crociati tedeschi contro gli estoni, e morì martire cattolico nel 1215. La guerra contro le aree popolate dai letgalli e dai selonici lungo il corso d'acqua Daugava iniziato nel 1208 dall'occupazione del Principato ortodosso di Koknese e della fortezza di collina selonica di Sēlpils. La campagna continuò nel 1209 con un attacco al Principato ortodosso di Jersika (noto come Lettia), accusato dai crociati di essersi alleato con i pagani lituani. Dopo la sconfitta, il re di Jersika, Visvaldis, divenne vassallo del vescovo di Livonia e ricevette parte di quanto amministrava (la Letgallia meridionale) a titolo di feudo. La roccaforte di Sēlpils fu per breve tempo sede di una diocesi selonica (1218-1226), e poi passò sotto il dominio dell'ordine di Livonia (infine al suo posto fu costruito il castello di pietra di Selburg). Solo nel 1224, con la divisione delle contee di Tālava e Adzele tra il vescovo di Riga e i cavalieri portaspada, le aree abitate dai latgalli divennero finalmente possedimento dei conquistatori tedeschi. Il successivo ingresso nel Sacro Romano Impero, nel 1225, sancì l'entrata del paese baltico sotto la sfera di influenza tedesca. Il territorio dell'ex Principato di Jersika andrà poi diviso dal vescovo di Riga e dall'ordine di Livonia, successore dei cavalieri portaspada, nel 1239.

### Campagna contro gli estoni (1208-1224)

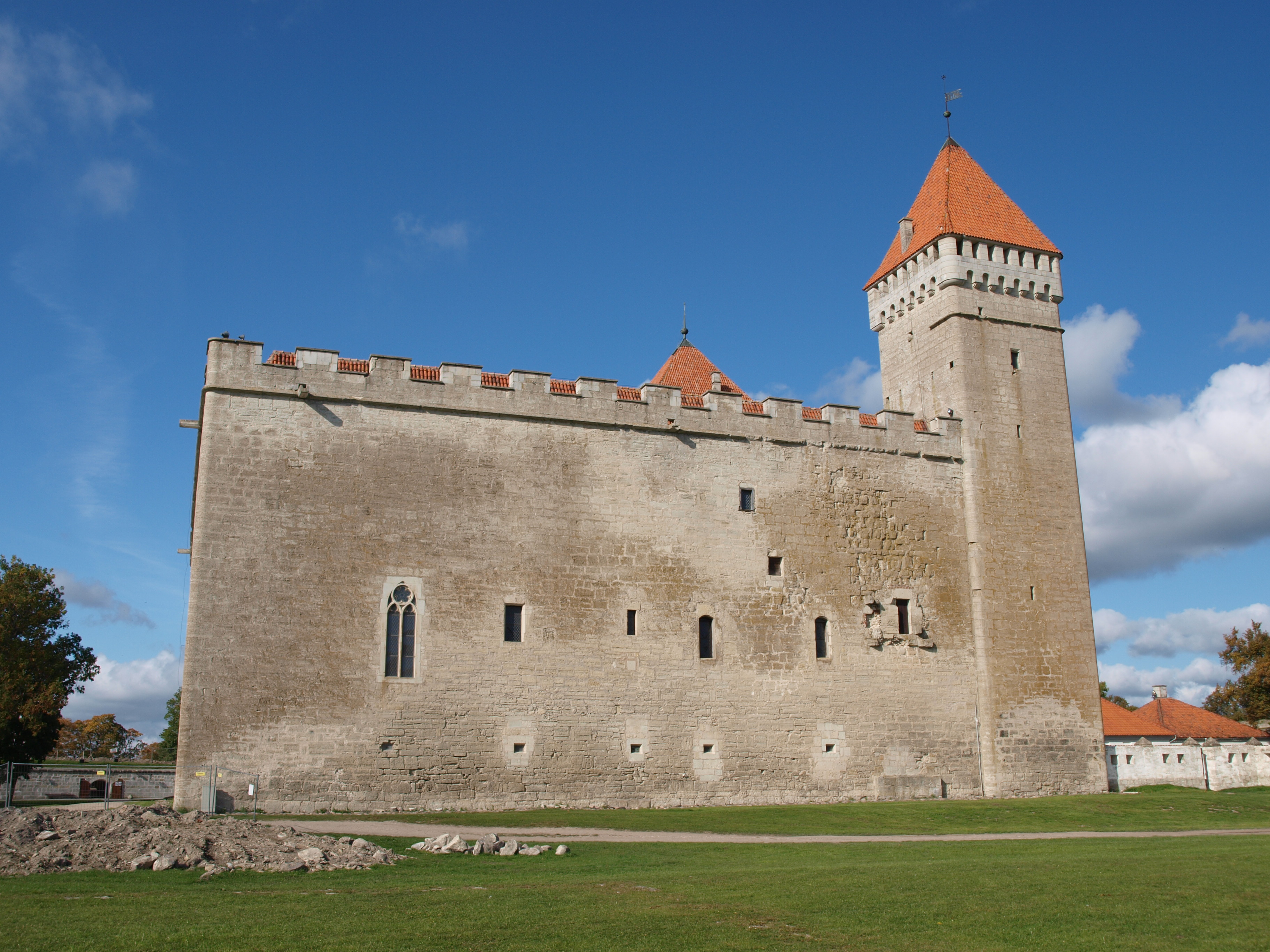
Il castello di Kuressaare, in Estonia, costruito dall'ordine teutonico

Nel 1208 i tedeschi erano abbastanza forti da iniziare le operazioni contro gli estoni, che a quel tempo si dividevano in otto contee principali e diverse più piccole guidate da anziani con una cooperazione limitata tra loro. Nel 1208-1227, gruppi di guerra delle diverse parti infuriarono attraverso le contee della Livonia, della Latgallia settentrionale e dell'Estonia. I livoni e i letgalli normalmente come alleati dei crociati, e i Principati di Polack e Pskov, che apparivano come alleati di fazioni diverse in tempi diversi. Le fortezze di colline, ovvero le principali edificazioni difensive delle contee estoni attorno a cui si erano sviluppati gli insediamenti, furono assediate e conquistate più volte. Una tregua tra le due parti, spossate dalla guerra, rimase in piedi per tre anni (1213-1215) e si dimostrò generalmente più favorevole ai tedeschi, che consolidarono la loro posizione politica, mentre gli estoni non furono in grado di sviluppare il loro sistema di fragili cooperazioni in uno Stato centralizzato. Il sovrano della Livonia Caupo fu ucciso in battaglia vicino a Viljandi (Fellin) il 21 settembre 1217, ma la battaglia si rivelò una schiacciante sconfitta per gli estoni, il cui capo Lembitu fu ucciso. Dal 1211, il suo nome era giunto all'attenzione dei cronisti tedeschi come personaggio di spessore, essendo diventato inoltre la figura centrale attorno cui si concentrava la resistenza estone.
Anche i regni cristiani di Danimarca e Svezia erano avidi di conquiste sulle sponde orientali del Baltico. Mentre gli svedesi diedero vita a una sola incursione fallita nell'Estonia occidentale nel 1220, la flotta danese guidata dal re Valdemaro II era sbarcata nella città estone di Lyndanisse (oggi Tallinn) nel 1219. Dopo la battaglia di Lyndanisse, i danesi stabilirono una fortezza, poi assediata dagli estoni nel 1220 e nel 1223, ma questa resistette. Alla fine l'intera Estonia settentrionale passò sotto il controllo danese.

### Guerre contro Saaremaa (1206-1261)
L'ultima contea estone a resistere agli invasori fu quella insulare di Saaremaa (Ösel), la cui guerra le flotte avevano fatto irruzione in Danimarca e Svezia durante gli anni di combattimento contro i crociati tedeschi.
Nel 1206 un esercito danese guidato dal re Valdemaro II e da Anders, vescovo di Lund, sbarcò a Saaremaa e tentò di stabilire una roccaforte senza successo. Nel 1216; i cavalieri portaspada e il vescovo Teodorico unirono le forze e invasero l'isola superando il mare ghiacciato. In cambio, la primavera successiva gli osiliani fecero irruzione nei territori della Lettonia sotto il dominio tedesco. Nel 1220, l'esercito svedese guidato dal re Giovanni I di Svezia e dal vescovo Carlo di Linköping espugnò Lihula, nella Rotalia, e nell'Estonia occidentale. Gli osiliani attaccarono la roccaforte scandinava lo stesso anno, la conquistarono e uccisero l'intera guarnigione svedese, compreso il vescovo di Linköping.
Nel 1222 il re danese Valdemaro II tentò per la seconda conquista di Saaremaa, questa volta stabilendo una fortezza di pietra che potesse ospitare una nutrita guarnigione. La roccaforte danese finì assediata e si arrese entro cinque giorni, con il risultato che la guarnigione danese tornò a Revel, lasciando il fratello del vescovo Alberto di Riga, Teodorico, e pochi altri, come ostaggi per garantire la pace. Il castello finì in ultimo raso al suolo dagli osiliani.
Un esercito di 20 000 uomini sotto il legato pontificio Guglielmo di Modena attraversò il mare ghiacciato mentre la flotta di Saaremaa era bloccata dal ghiaccio, nel gennaio 1227. Dopo la resa di due importanti roccaforti osiliane, Muhu e Valjala, gli abitanti dell'isola accettarono formalmente il cristianesimo.
Nel 1236, dopo la sconfitta dei cavalieri portaspada di Livonia nella battaglia di Šiauliai, scoppiarono nuovo ostilità sull'isola estone. Nel 1261, la guerra continuò poiché gli osiliani avevano ancora una volta rinunciato al cristianesimo e ucciso tutti i tedeschi sull'isola. Fu firmato un trattato di pace dopo che le forze unite dell'ordine di Livonia, della diocesi di Ösel-Wiek e dell'Estonia danese, inclusi estoni e lettoni continentali, sconfissero gli osiliani conquistando la loro roccaforte a Kaarma. Poco dopo, l'ordine livoniano stabilì un forte in pietra a Pöide.

### Guerre contro i curi e i semigalli (1201-1290)
Sebbene i curi avessero attaccato Riga nel 1201 e nel 1210 Alberto di Buxhoeveden, considerando la Curlandia un feudo di Valdemaro II di Danimarca, era stato riluttante a condurre una campagna su larga scala contro di loro. Dopo la morte di Alberto, avvenuta nel 1229, i crociati assicurarono la pacifica sottomissione di Vanemane (una contea con una popolazione mista della Livonia, con osiliani e curi stanziatisi nella parte nord-orientale della Curlandia) con un trattato nel 1230. Nello stesso anno il vice-legato pontificio Baldovino di Alnea annullò questo accordo e concluse un accordo con il sovrano (rex) di Bandava, tale Lammekinus della Curlandia centrale, consegnando il suo regno nelle mani del papato. Baldovino divenne delegato dei papi in Curlandia e vescovo di Semigallia: tuttavia, i tedeschi si lamentarono di lui presso la curia romana, con il risultato che nel 1234 papa Gregorio IX rimosse Baldovino come suo delegato.
Dopo la costituzione dell'ordine di Livonia nel 1237 e la sua affiliazione all'Ordine teutonico, nel 1242, sotto la guida del maestro Andreas von Felben, i crociati iniziarono la conquista militare della Curlandia. Questi surclassarono i curi fino a sud di Embūte, vicino al confine contemporaneo con la Lituania, e fondarono la loro fortezza principale a Kuldīga. Nel 1245, papa Innocenzo IV assegnò i due terzi della conquistata Curlandia all'ordine di Livonia, e un terzo alla diocesi di Curlandia.
Alla battaglia di Durbe, nel 1260, l'unione di samogiti e curi sopraffece le forze unite degli ordini cavallereschi. Negli anni successivi, però, i crociati assoggettarono gradualmente i curi, suggellando nel 1267 il trattato di pace che stipulava gli obblighi e i diritti dei loro rivali sconfitti. Le parti meridionali non conquistate dei loro territori (Ceklis e Megava) confluirono nel Granducato di Lituania.

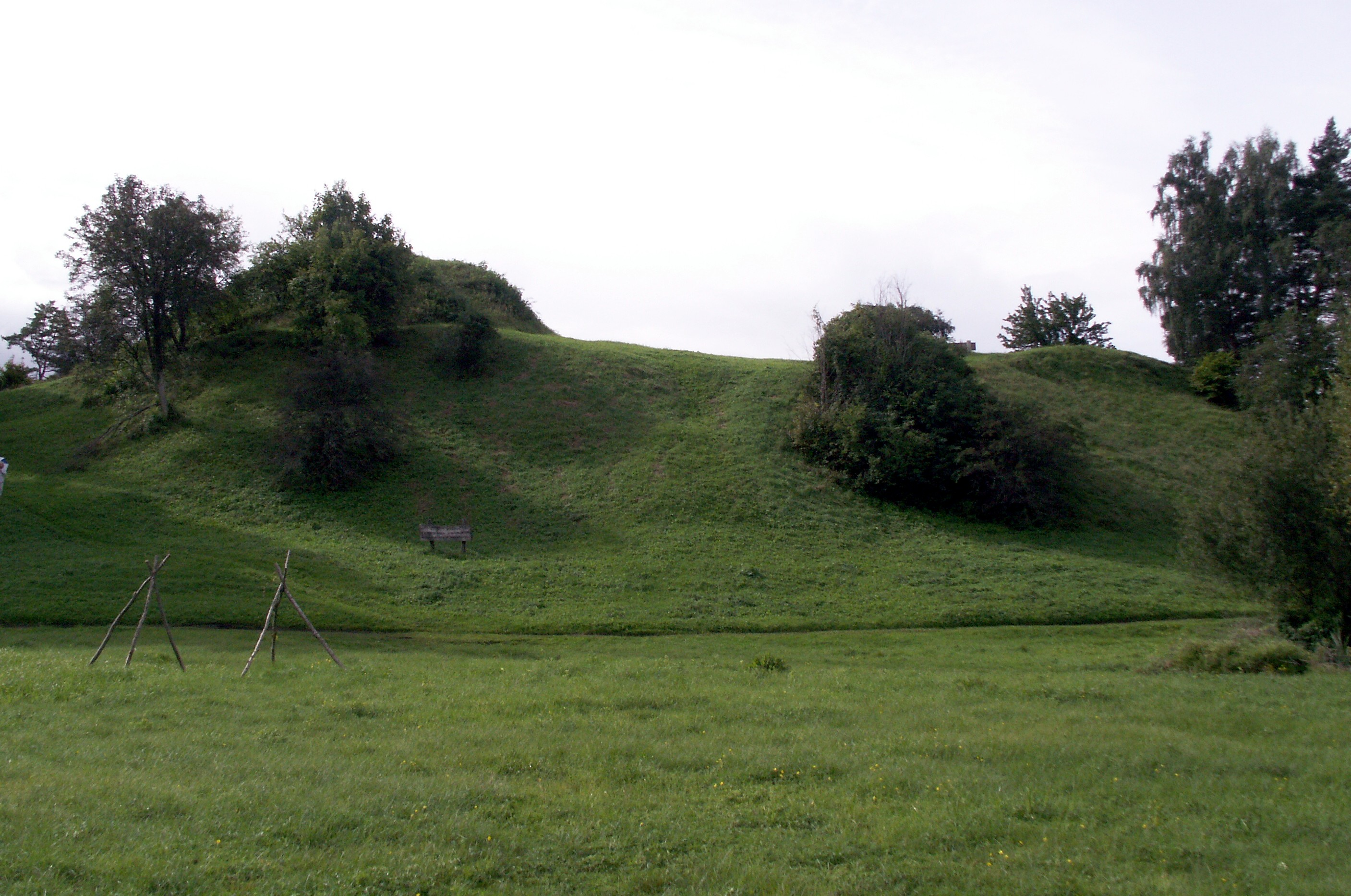
La collina del castello di Tērvete nel 2010

La conquista della Semigallia iniziò nel 1219, quando i crociati di Riga occuparono Mežotne, il porto principale sul Lielupe, e fondarono la diocesi locale. Dopo diverse campagne fallimentari contro il duca pagano Viestards e i suoi parenti samogiti, la curia romana decise nel 1251 di abolire il vescovado di Semigallia e divise i suoi territori tra il vescovado di Riga e l'ordine di Livonia. Nel 1265 fu costruito un castello in pietra a Jelgava, sul Lielupe, e divenne la principale base militare per gli attacchi dei crociati contro i semigalli. Nel 1271, la capitale della fortezza di Tērvete fu conquistata, ma i semigalli sotto il duca Nameisis si ribellarono nel 1279 e i lituani sotto Traidenis sconfissero le forze dell'ordine di Livonia nella battaglia di Aizkraukle. I guerrieri del duca Nameisis attaccarono senza successo Riga nel 1280, in risposta al quale circa 14000 crociati assediarono il castello di Turaida nel 1281. Per conquistare le rimanenti fortezze semigalle, la guida dell'ordine Wilken von Endorp costruì un castello chiamato Heiligenberg proprio accanto a quello di Tērvete nel 1287. Nel medesimo anno, i semigalli fecero un altro tentativo di conquistare Riga, ma ancora una volta non riuscirono a prenderne possesso. Al loro ritorno a casa, i cavalieri di Livonia li attaccarono, ma furono sconfitti nella battaglia del Garoza, durante la quale il maestro dell'ordine von Endorp e almeno 35 cavalieri persero la vita. Il nuovo Landmeister Konrad von Hattstein organizzò le ultime campagne contro i semgalli nel 1289 e nel 1290; le fortezze di Dobele, Rakte e Sidabre furono conquistate e la maggior parte dei guerrieri semigalli si unì alle forze samogite e lituane.

## Prussia, Russia e Lituania

### Campagne di Corrado di Masovia
Corrado I, il duca polacco della Masovia, tentò senza successo di conquistare la Prussia pagana nelle crociate nel 1219 e nel 1222. Seguendo il consiglio del primo vescovo di Prussia, Cristiano di Oliwa, Corrado fondò l'ordine di Dobrzyń (o Dobrin) nel 1220. Tuttavia, questo gruppo religioso cavalleresco si rivelò in gran parte inefficace, ma le campagne di Corrado contro gli antichi prussiani culminarono con incursioni nel territorio già sottomesso della Culmerland (Terra di Chełmno). Sottoposto a continue razzie per rappresaglia dei prussiani, Corrado desiderava stabilizzare il nord del Ducato di Masovia, mascherando i suoi interessi personali con il pretesto della conversione. La Masovia affrontò la conquista solo nel X secolo e i prussiani nativi, gli jatvingi, e i lituani vivevano ancora nel territorio, dove non esistevano demarcazioni stabili. La debolezza militare di Corrado lo portò nel 1226 a chiedere a Roma l'invio dei cavalieri teutonici in Prussia, augurandosi, come avvenne, che sopprimessero gli agguerriti autoctoni.

### Tentativi di crociata in Russia
Nel 1221 il papa Onorio III si preoccupò per il prosieguo delle guerre tra la Finlandia e la Repubblica di Novgorod, dopo aver ricevuto informazioni allarmanti dall'arcivescovo di Uppsala. Pertanto, autorizzò il vescovo di Finlandia a stabilire un embargo commerciale contro i "barbari" che minacciavano il cristianesimo in Finlandia. L'identità dei "barbari", forse un termine ripreso sulla scia della missiva spedita dall'arcivescovo e andata perduta, rimane sconosciuta, non essendo tra l'altro necessariamente conosciuta anche dal pontefice. Comunque sia, poiché l'embargo commerciale ricevette un ampliamento otto anni dopo, si è dedotto che riguardasse i russi. Sulla base della corrispondenza papale del 1229, su richiesta del vescovo di Finlandia, la Santa Sede impose un embargo commerciale contro i novgorodiani sul Mar Baltico, riguardando con sicurezza almeno Visby, Riga e Lubecca. Pochi anni dopo, il pontefice chiese anche ai cavalieri portaspada di inviare truppe per proteggere la Finlandia. Non si sa se queste siano mai giunte a disposizione.
I tentativi crociati di smantellare la Chiesa ortodossa a est, in particolare a Pskov e Novgorod, incoraggiati caldamente da Gregorio IX, raggiunsero il culmine nel 1240. In quell'anno, ebbe inizio un piano militare noto come campagna livoniana in Rus'. Dopo due anni di lotta, nel 1242, le battaglie culminarono con la celebre battaglia del lago ghiacciato sul Peipus, il cui successo arrise alle forze fedeli al principe Aleksandr Nevskij. Benché non si possa rintracciare alcuna bolla pontificia che ne indichi l'autorizzazione, anche la Svezia intraprese diverse lotte, indicandole come crociate contro la Novgorod ortodossa, protrattesi per tutto il XII e il XIII secolo.

### Crociata lituana

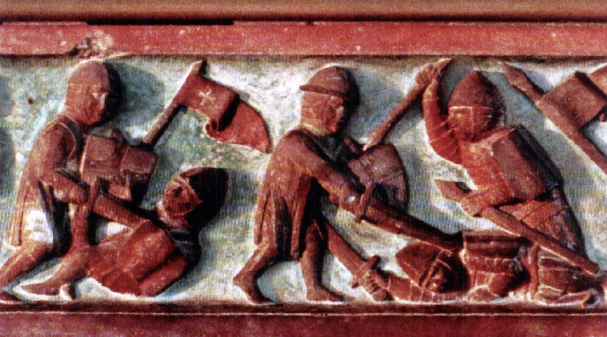
Lituani combattono i cavalieri teutonici in un bassorilievo del XIV secolo del castello di Malbork

Le crociate del Nord fornirono una motivazione per la crescita e l'espansione dello Stato monastico dei cavalieri teutonici, fondati in Palestina alla fine del XII secolo. Il duca Corrado I di Masovia fece appello a loro quando constatò il fallimento dell'ordine di Dobrzyń per difendere i suoi confini. Dopo la sottomissione dei prussiani, i cavalieri teutonici decisero di spingersi oltre a est, verso il Granducato di Lituania.
Constatate le difficoltà rappresentate dai suoi vicini, Mindaugas, il quale aveva unito le varie tribù della Lituania e ne era divenuto re, accettò il battesimo insieme a sua moglie dopo la sua incoronazione nel 1253. Ciò avvenne con la speranza che ciò avrebbe impedito ulteriori attacchi dei crociati, anche se ciò non si verificò. I cavalieri teutonici diedero il via a una lunghissima crociata con l'intento di soggiogare la Lituania durata, in virtù di molteplici fattori, dal 1283 al 1410. La conversione al cristianesimo della Lituania era in verità avvenuta già nel 1386, in occasione del matrimonio del granduca Jogaila con la regina undicenne Edvige di Polonia. Tuttavia, con il pretesto che la conversione di Jogaila non fosse sincera, il conflitto proseguì fino alla battaglia di Grunwald del 1410: in occasione della stessa la coalizione composta da lituani e i polacchi, con il sostegno di tatari e rus', sconfisse i cavalieri teutonici e i suoi alleati. Secondo altri studiosi, la crociata si esaurì nel 1422, con il trattato di Melno.